# 梁永超
梁永超 (1961年9月—)，浙江省新昌县人，教授，主要从事植物抗逆营养生理及其分子生物学等方面的研究工作。入选中华人民共和国教育部第八批"长江学者"特聘教授。